# Guillermo Navarro
Guillermo Navarro (ur. 1955 w mieście Meksyk) – meksykański operator filmowy znany głównie ze współpracy z Robertem Rodriguezem, Quentinem Tarantino oraz Guillermo del Toro. Laureat Oscara, Złotej Żaby festiwalu Camerimage oraz nagrody Goya 2007 za zdjęcia do filmu Labirynt fauna.

## Filmografia
- 2006 Labirynt fauna
- 2006 Noc w muzeum
- 2004 Hellboy
- 2002 Mali agenci 2: Wyspa marzeń
- 2001 Mali agenci
- 2001 Kręgosłup diabła
- 1999 Stuart Malutki
- 1997 Jackie Brown
- 1996 Od zmierzchu do świtu
- 1996 Długi pocałunek na dobranoc
- 1996 Sposób na bezsenność
- 1995 Cztery pokoje
- 1995 Desperado
- 1979 Esta voz entre muchas